# Kurt Symanzik
Kurt Symanzik (Ełk, 23 de novembro de 1923 — Hamburgo, 25 de outubro de 1983) foi um físico alemão.